# Košická Futbalová Aréna
El Košická Futbalová Aréna (Košice Football Arena) o simplemente KFA es un estadio de fútbol ubicado en la ciudad de Košice, Eslovaquia. El estadio fue inaugurado en 2022 y posee actualmente una capacidad de 5.800 personas sentadas, aunque está previsto aumentar su capacidad a 12.658. Es la sede del club FC Košice de la Superliga de Eslovaquia.

## Historia
El estadio reemplazó al antiguo estadio Všešportový areál, que fue demolido en 2011. La construcción del nuevo recinto está dividida en tres fases. La primera fase dio inicio el 29 de octubre de 2018 y finalizó a fines de 2021 con dos gradas y capacidad para 5.836 asientos. Esta primera fase se inauguró el 12 de febrero de 2022 con un partido amistoso entre el FC Košice y el Slavoj Trebišov a puertas cerradas. El primer partido oficial se disputó días después el 25 de febrero entre FC Košice y el FC Rohožnik, con triunfo del local por 4-0, por la 2. Liga de Eslovaquia.
La segunda y tercera fase, con otras dos gradas (Norte y Sur), elevarán la capacidad total del estadio a 12.658 personas y lo ayudarían a alcanzar el estándar de 4 estrellas de la UEFA.
El club ucraniano SC Dnipro-1 jugó sus cinco partidos de clasificación para la Europa League y los tres partidos por el  Grupo E de la Europa Conference League 2022-23 en el estadio debido a las regulaciones de la UEFA relacionadas con la invasión rusa de Ucrania.
En enero de 2023 la UEFA adjudicó a Eslovaquia la realización de la Eurocopa Sub-21 de 2025, el estadio de Košice es uno de los ocho elegidos para albergar el torneo.

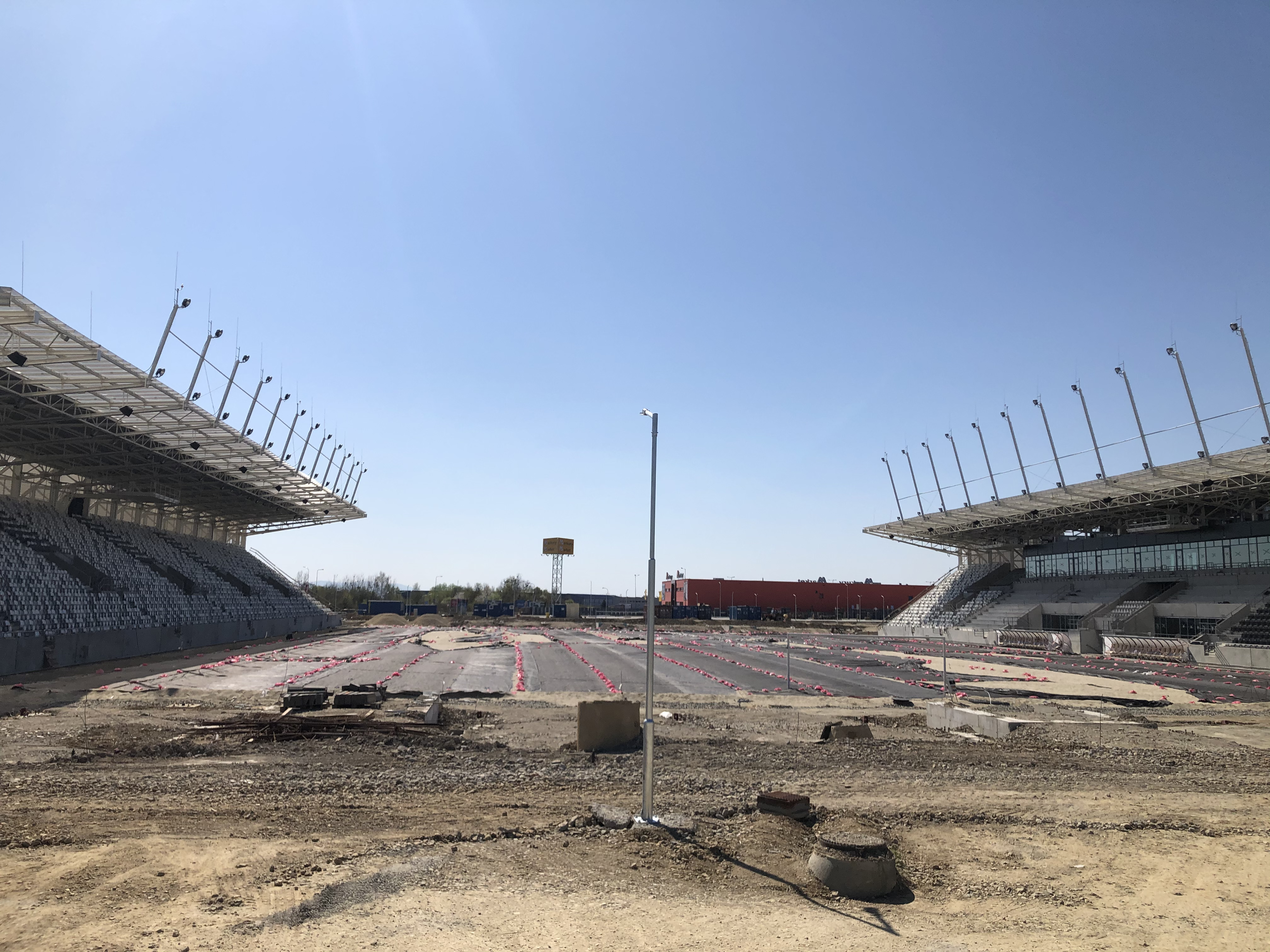
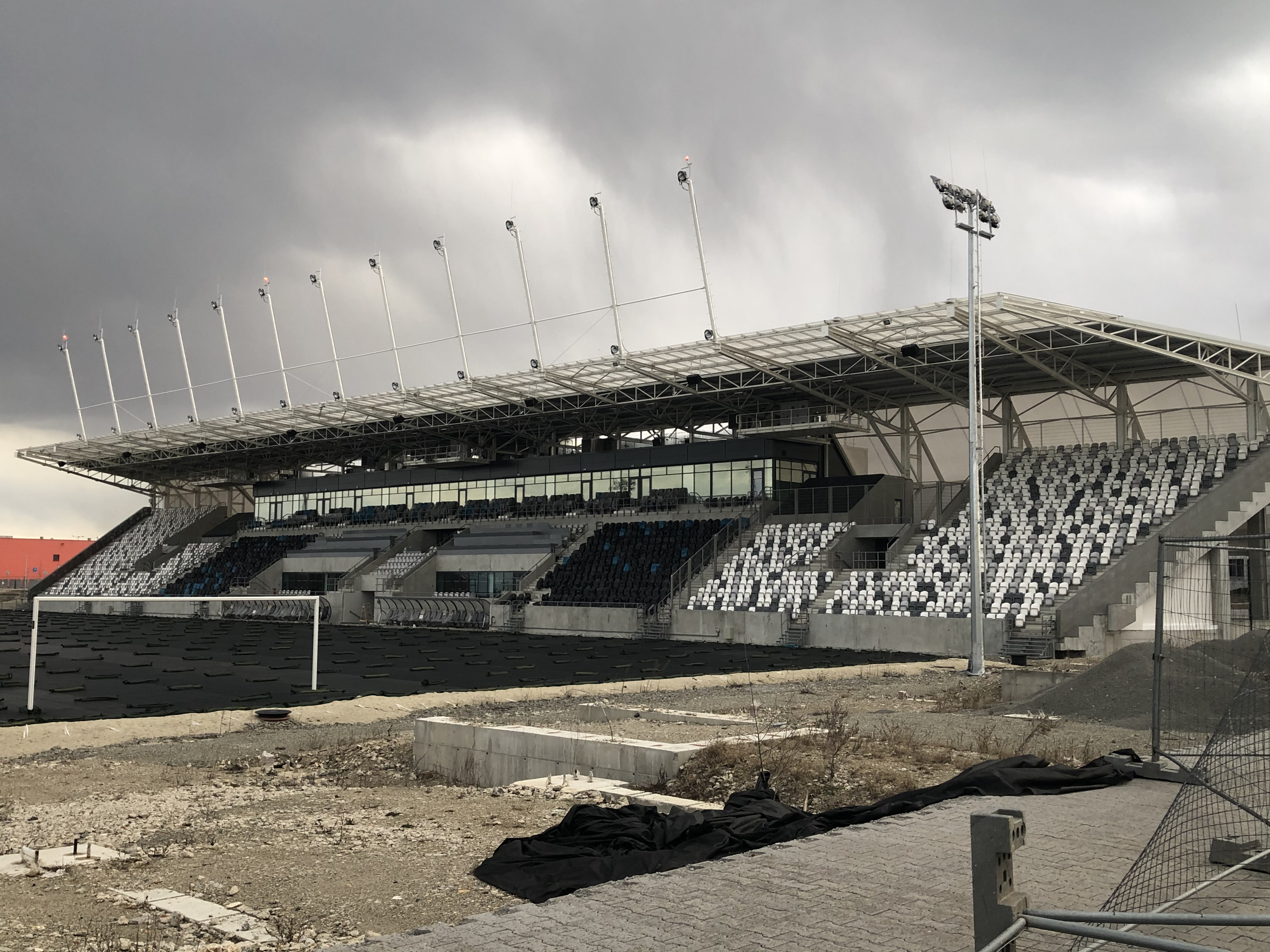
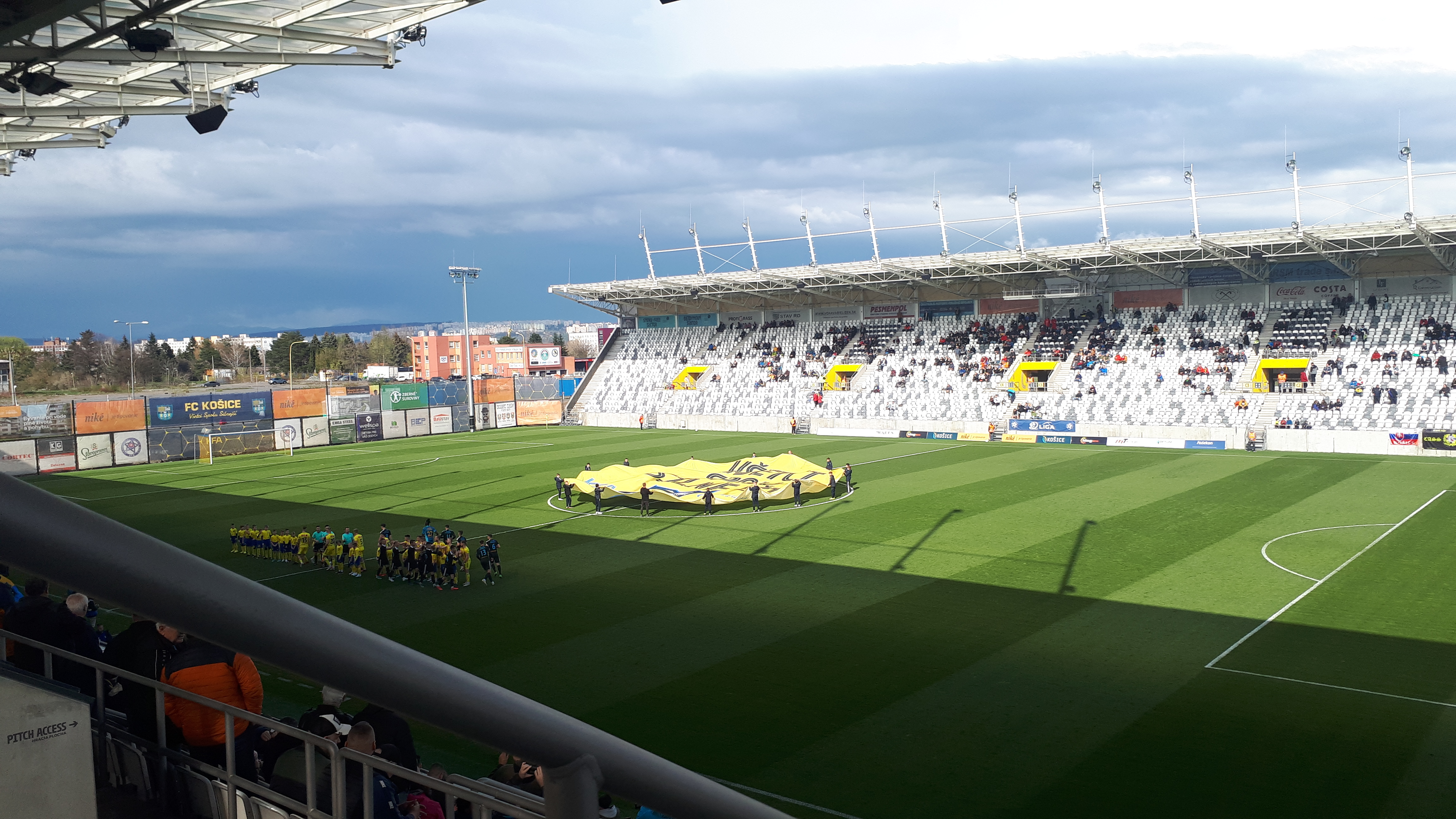